# 1971 (фильм)
«1971» — документальный фильм 2014 года, ставший режиссёрским дебютом для продюсера и сценариста Джоанны Гамильтон. К созданию картины Гамильтон вдохновила книга «The Burglary: The Discovery of J. Edgar Hoover’s Secret FBI» журналистки Бетти Медсгер, ставшая разорвавшейся бомбой благодаря раскрытию личностей многих участников событий 1971 года, остававшихся анонимными до настоящего времени.

## Сюжет

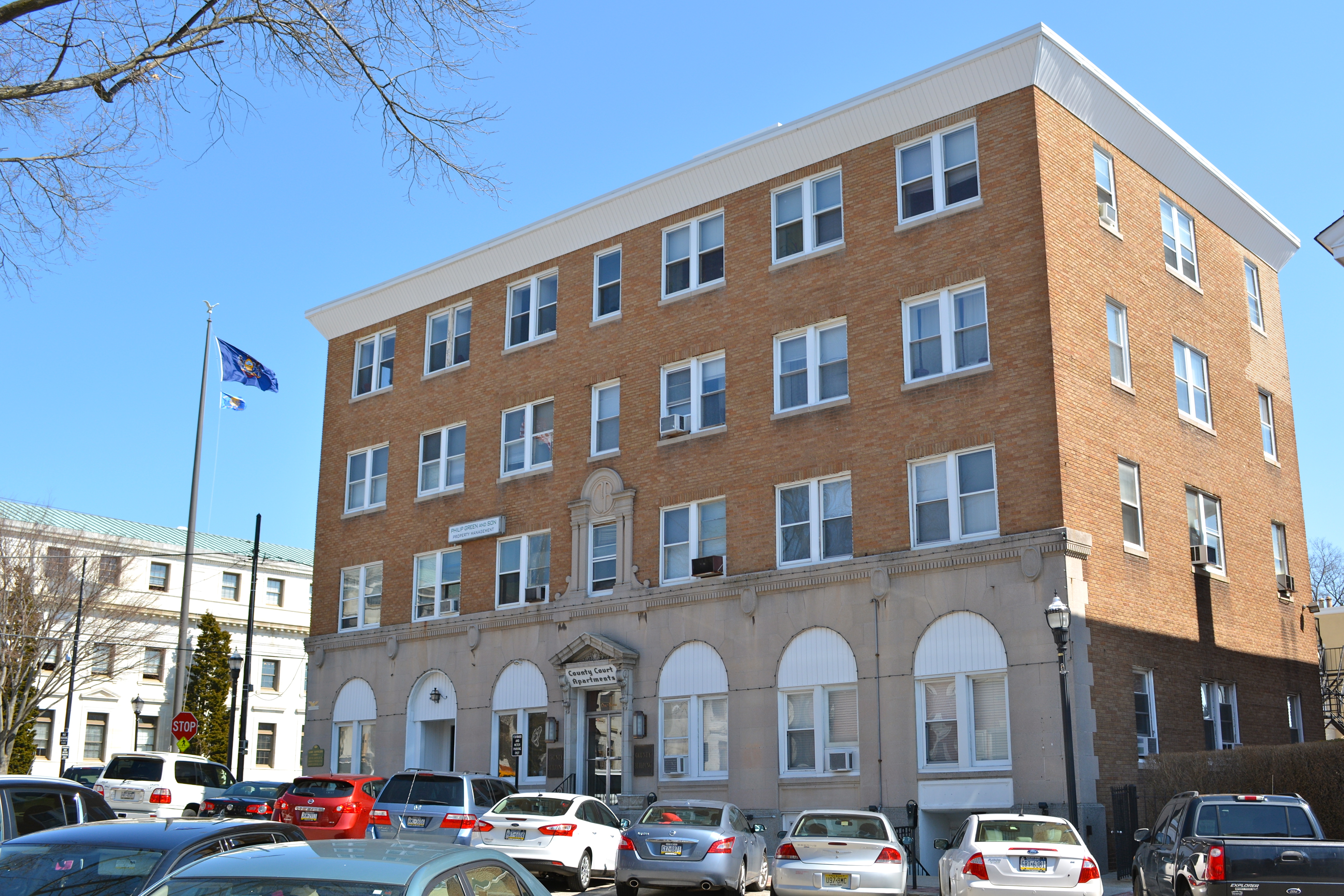
Бывший офис ФБР на Ветеранской площади в Медии, Пенсильвания. 2014 год.

Фильм рассказывает о событиях 8 марта 1971 года, когда восемь человек ворвались в офис ФБР в городе Медиа в штате Пенсильвания. Они были простыми гражданами США, называли себя членами общественной комиссии по расследованию деятельности ФБР и вынесли все документы из здания, содержание которых варьировалось от учебных пособий и информации об организованной преступности до досье на неблагонадёжных лиц и файлов, относящихся к секретной программе слежки «COINTELPRO», запущенной небезызвестным шефом ФБР Эдгаром Гувером. Эти файлы были отправлены активистами по почте в ведущие издания страны и показали американской нации посредством последующих слушаний в Конгрессе степень государственного надзора и самодержавность Гувера, поправшего положения Конституции США. Ни один из членов группы не был пойман, однако через 30 лет они нарушили своё молчание в сопровождении документальных кадров и воссозданных эпизодов событий.

## Критика
Мировая премьера фильма состоялась 18 апреля 2014 года на кинофестивале Трайбека и была встречена громовыми овациями зрителей.
Критиками фильм тоже был оценён положительно. Так, Ронни Шейб из «Variety» отметил, что этот «хорошо сконструированный документальный „1971“ Джоанны Гамильтон показывает простых людей, ворвавшихся в местный офис ФБР, укравших все папки с бумагами и опубликовавших их, тем самым раскрыв ничего не подозревающему американскому обществу шокирующие незаконные практики агентства Эдгара Гувера», однако «в настоящее время глобальных зверств, правительственных должностных преступлений и судебных ошибок, ежедневно заполняющих новости, некоторым может быть трудно понять глубокое влияние событий конца 60-х на процветающую, самодовольную нацию, убеждённо верящую в свой высокий моральный уровень», примером которого является Вьетнамская война, Тетское наступление, резня в Сонгми и убийства Мартина Лютера Кинга и Роберта Кеннеди. Люк Маллинс в «Washingtonian» добавил, что «документы, украденные из офиса в Медии привели к раскрытию информации о COINTELPRO, тайной контрразведывательной программы ФБР, целью которой стали Движение американских индейцев, Чёрные пантеры, доктор Мартин Лютер Кинг-мл., активисты против Вьетнамской войны, и многие другие законопослушные граждане», сказав, что «фильм Гамильтон является убедительной документалистикой, являющей мощное видение нынешней дискуссии о мужчинах и женщинах, рискующих всем для того, чтобы раскрыть государственную тайну», и даёт понять «почему современные деятели, такие как Эдвард Сноуден и Джулиан Ассанж, взяли на себя аналогичные риски». Гейб Торо из «Indiewire» заявил, что «новый документальный фильм „1971“ смеет утверждать, является ли существенным тот временный сдвиг в постоянной борьбе между широкой общественностью и правительством, ведущим войны за рубежом и задающим обществу вопрос о их собственных соседях. Фильм не трясёт вас за руку: если вы американец со слепой верой в своих выборных должностных лиц с любыми значками, то вы должны осознать о чём этот фильм и посмотреть его», потому что «1971 должен быть каждый год».